# Van Eyck
Van Eyck, även van Eyck, Van Eijk eller van Eijk är ett flämisk och nederländskt efternamn. Flera viktiga familjer och personer har burit namnet.

## Familjer
En familj av flämiskt ursprung med efternamnet som var målare har blivit kända. De föddes och växte upp vid floden Meuse. De blev kända i städerna Gent och Brygge. De lyckades med att förändra vanorna hos den äldre skolan, omforma formerna inom flamländsk design och revolutionera de tekniska metoderna i Flandern. Familjen stod också för ett antal berömda verk från 1400-talet. Medlemmarna var Hubert van Eyck, Jan van Eyck, deras bror Lambert van Eyck och systern Margareta van Eyck och även Barthélemy d'Eyck.

## Personer
Andra person bärande på namnet:
- Jacob van Eyck
- Aldo van Eyck
- Pieter Nicolaas van Eyck
- Robert Floris van Eyck
- Stig Van Eijk
- Anita Theodora van Eijk